# Куусінен Отто Вільгельмович
Отто Вільгельмович (Отто Вілле) Куусінен (фін. Otto Wille Kuusinen вимоваⓘ, рос. О́тто Вильге́льмович Ку́усинен; 4 жовтня 1881, Лаукаа, Велике князівство Фінляндське, Російська імперія — 17 травня 1964, Москва
, СРСР) — фінський, російський і радянський політичний діяч, письменник, теоретик марксизму, академік Академії наук СРСР (20.06.1958, загальна історія), прем'єр-міністр і міністр закордонних справ маріонеткового режиму Фінляндської Демократичної Республіки під час радянсько-фінської війни (1939—1940). Перший і останній голова Президії Верховної Ради Карело-Фінської РСР в 1940—1956 роках. Член ЦК КПРС у 1941—1964 роках. Герой Соціалістичної Праці (1961).

## Біографія

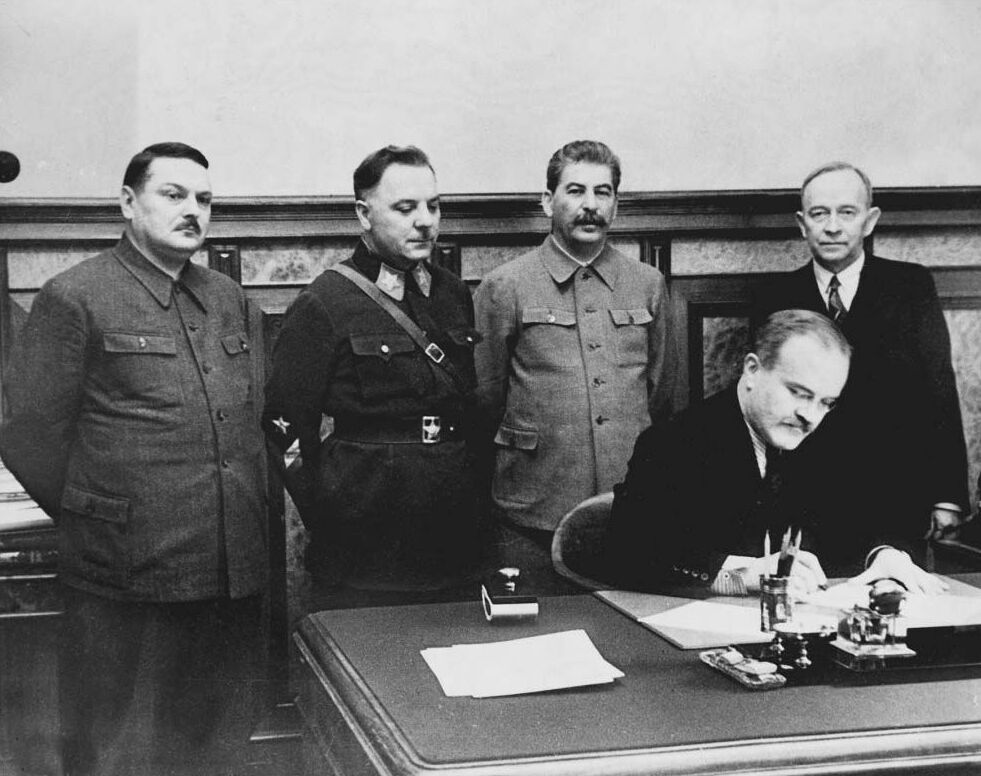
Радянське керівництво підписує договір з Фінляндською Демократичною Республікою. Зліва направо стоять Андрій Жданов, Климент Ворошилов, Сталін і Куусінен. Сидить В'ячеслав Молотов.

Народився 4 жовтня 1881 року у селі Лаукаа Вазаської губернії Великого князівства Фінляндського в родині кравця. Навчався в гімназії Ювяскюля.
Закінчив історико-філологічний факультет Імператорського Олександрівського університету (1905). У 1904 році вступив в соціал-демократичну партію Фінляндії, а через два роки став її лідером. Брав участь у Копенгагенському та Базельському Конгресах II Інтернаціоналу.
На виборах у липні 1908 року був обраний в депутати сейму Великого князівства Фінляндського (1908—1909 і 1911—1913).
У 1918 році Куусінен був уповноваженим у справах освіти у Раді народних уповноважених — революційному уряді Фінляндії. Після поразки червоних у громадянській війні в Фінляндії втік в РРФСР. Влітку 1918 року опублікував перекладений на багато мов памфлет «Фінська революція, самокритика», в якому розкритикував старий соціал-демократичний робітничий рух. Куусінен перейшов до більшовиків і брав участь у створенні Комуністичної партії Фінляндії в Москві восени 1918 року. За його ініціативою компартія готувалася до збройного повстання у Фінляндії. 17 травня 1919 року за рішенням партії нелегально (під ім'ям Отто Віллі Брандт) проник у Фінляндію з товаришем Юка Лехтосаарі (під ім'ям Бруно Сааристо). Написав програму Соціалістичної робочої партії Фінляндії, писав статті в газету фінського соціал-демократичного союзу молоді. У лютому 1920 року поширилися чутки про його смерть. В Росії і в Фінляндії керівники робітничого руху прочитали на його честь пам'ятні промови і навіть назвали місце зборів фінських комуністів у Петрограді Клубом Куусінена. Але він вижив, переховувався в Гельсінкі і через Швецію повернувся в Росію на початку 1921 року.
У міжвоєнний період працював у Комінтерні, був делегатом восьми його конгресів. Був одним з ідеологів цієї організації, яка закликала до всесвітньої диктатури пролетаріату. У 1921—1939 роках — секретар Виконкому Комінтерну (ВККІ). У 1922 році — кандидат у члени Президії ВККІ, а в 1922—1939 роках — член Президії ВККІ. У 1923—1926 роках — член Оргбюро ВККІ.
Відразу ж після початку радянсько-фінської війни Куусінен був призначений главою уряду і міністром закордонних справ «Фінляндської Демократичної Республіки», від імені якого 2 грудня 1939 року підписав «Договір про взаємодопомогу та дружбу» з Радянським Союзом, незважаючи на те, що його уряд не контролював столицю Фінляндії — Гельсінкі.
До кінця війни, у зв'язку з відмовою Уряду СРСР від планів захоплення території Фінляндії, уряд Куусінена було розпущено. У березні 1940 року була утворена Карело-Фінська РСР, яка включила в себе колишню Карельську АРСР, а також фінські території, що були захоплені СРСР під час радянсько-фінської війни. 9 липня 1940 року Куусінен був обраний Головою Президії Верховної Ради Карело-Фінської РСР. У 1940—1958 роках за сумісництвом був також заступником Голови Президії Верховної Ради СРСР.
У лютому 1941 року на XVIII партійній конференції був обраний до складу ЦК ВКП(б), членом якого залишався до смерті. У жовтні 1952 року — березні 1953 року — член Президії ЦК КПРС.
З червня 1957 року до травня 1964 року — член Президії ЦК КПРС і секретар ЦК КПРС. Був найстарішим за віком серед секретарів ЦК КПРС і членів його Президії (Політбюро).
У період «відлиги» став членом Академії наук СРСР і був удостоєний звання Героя Соціалістичної Праці. Нагороджений чотирма орденами Леніна.
Отто Куусінен був редактором підручника «Основи марксизму-ленінізму», однієї з фундаментальних робіт в галузі діалектичного матеріалізму і наукового комунізму. Ця книга стала одним з перших документів, в яких згадується теза про переростання держави диктатури пролетаріату в загальнонародну державу, яка в подальшому стала частиною Програми КПРС 1961 року.
Помер 17 травня 1964 року в Москві, тіло було піддано кремації, а прах похований в некрополі біля Кремлівської стіни.

## Особисте життя
У 1902 році Куусінен обвінчався з Саймою-Пауліною Дальстрем. Шлюб розпався в 1923 році. Діти, народжені у шлюбі з Саймою:
дочка — Хертта Куусінен (1904—1974) — була почесним головою Комуністичної партії Фінляндії, президентом Міжнародної демократичної федерації жінок;
син — Еса (1906—1949), журналіст і перекладач, жив і працював у Петрозаводську, у 1937—1939 роках піддавався репресіям;
дочка — Рійкка (проживала у Москві, наприкінці життя переселилася в Фінляндію, померла в будинку для престарілих в Гельсінкі);
син — Хейккі (1911—?), фізик, доцент Гельсінського університету;
син — Танел (1913—?), (піаніст, випускник Академії імені Сібеліуса).
У 1923 році одружився з Айно Туртіайнен, яка у 1931—1933 роках була на нелегальній роботі по лінії Комінтерну в США, потім — агентом радянської військової розвідки в Японії. У 1937 році А. Туртіайнен засуджено на 8 років таборів.
З 1936 року останні роки життя Отто Куусінен прожив у шлюбі з Мариною Аміраговою.

## Пам'ять
- На честь Куусінена названі вулиці в Москві (вулиця Куусінена), Астрахані, Донецьку, Алмати.

- У Петрозаводську на Радянській площі встановлено пам'ятник Куусінену[9]
- Ім'я Куусінена носив Петрозаводський державний університет.